# Bahnstrecke Augsburg–Ulm
| | |                                                           |                                                           |
| Streckennummer (DB): | 5302 (Augsburg Hbf–Ulm Hbf) 5305 (Augsburg Hbf–Augsburg Hirblinger Straße)                                                                    |                                                           |                                                           |
| Kursbuchstrecke (DB): | 980 410 (1946) 411a (Augsburg Hbf – Augsburg Hirblingerstr. 1946) 411 (Augsburg Hbf – Augsburg-Oberhausen 1946) 406e (Neu Ulm – Ulm Hbf 1946) |                                                           |                                                           |
| Streckenlänge: | 85,913 km |                                                           |                                                           |
| Spurweite: | 1435 mm (Normalspur) |                                                           |                                                           |
| Streckenklasse: | D4 |                                                           |                                                           |
| Stromsystem: | 15 kV 16,7 Hz ~ |                                                           |                                                           |
| Minimaler Radius: | 551 m |                                                           |                                                           |
| Streckengeschwindigkeit: | 200 km/h |                                                           |                                                           |
| Zugbeeinflussung: | PZB, LZB |                                                           |                                                           |
| Zweigleisigkeit: | durchgehend |                                                           |                                                           |
| | |                                                           |                                                           |
| \| \| \| von München Hbf \| \| \| \| \| von Buchloe \| \| \| \| 0,000 \| Augsburg Hbf \| 490 m \| \| \| \| \| \| \| \| \| Straßenbahn Augsburg (Pferseer Straße) \| \| \| \| \| Augsburger Localbahn \| \| \| \| 1,188 \| Wertach (72 m) \| Wertach (72 m) \| \| \| \| \| \| \| \| 1,979 \| Augsburg-Oberhausen (Bft) \| Augsburg-Oberhausen (Bft) \| \| \| \| \| \| \| \| \| Straßenbahn Augsburg (Ulmer Straße) \| \| \| \| \| zum Gleisbauhof; bis 1933 Hauptstreckentrasse \| \| \| \| \| nach Nördlingen \| \| \| \| \| \| \| \| \| 4,438 \| Augsburg Hirblinger Straße (Bft) \| Augsburg Hirblinger Straße (Bft) \| \| \| \| nach Welden (ab 1933; höhenfrei) \| \| \| \| 6,320 \| Neusäß \| Neusäß \| \| \| \| Neusäß–Welden (bis 1933) \| \| \| \| \| vom Gleisbauhof; bis 1933 Hauptstreckentrasse \| \| \| \| 7,849 \| Westheim (Schwab) \| Westheim (Schwab) \| \| \| 10,200 \| Biburg (bis 1988) \| Biburg (bis 1988) \| \| \| 12,313 \| Diedorf (Schwab) (ehem. Bf) \| Diedorf (Schwab) (ehem. Bf) \| \| \| 16,576 \| Gessertshausen \| 478 m \| \| \| \| nach Türkheim \| \| \| \| 17,316 \| Schmutter (22 m) \| Schmutter (22 m) \| \| \| 19,383 \| Kutzenhausen \| Kutzenhausen \| \| \| 22,730 \| Mödishofen \| Mödishofen \| \| \| 26,232 \| Zusam (21 m) \| Zusam (21 m) \| \| \| \| von Thannhausen \| \| \| \| 27,789 \| Dinkelscherben \| 460 m \| \| \| 33,310 \| Gabelbach (bis 1970) \| Gabelbach (bis 1970) \| \| \| 37,691 \| Freihalden \| 496 m \| \| \| 38,243 \| Freihalden Üst \| Freihalden Üst \| \| \| 42,375 \| Jettingen (ehem. Bf) \| 472 m \| \| \| \| Bundesautobahn 8 \| \| \| \| 45,672 \| Burgau (Schwab) \| 457 m \| \| \| 49,424 \| Mindelaltheim \| Mindelaltheim \| \| \| 53,161 \| Offingen (Hp + Awanst) \| Offingen (Hp + Awanst) \| \| \| \| Anschluss Kernkraftwerk Gundremmingen \| \| \| \| \| von Ingolstadt \| \| \| \| 55,878 \| Neuoffingen \| 440 m \| \| \| 61,420 \| Günzburg \| 445 m \| \| \| 61,734 \| Günz (54 m) \| Günz (54 m) \| \| \| \| nach Mindelheim \| \| \| \| 66,514 \| Leipheim \| Leipheim \| \| \| 69,451 \| Biber (15 m) \| Biber (15 m) \| \| \| 70,955 \| Unterfahlheim \| Unterfahlheim \| \| \| 72,211 \| Roth (19 m) \| Roth (19 m) \| \| \| 74,173 \| Nersingen \| 456 m \| \| \| 75,341 \| Leibi (13 m) \| Leibi (13 m) \| \| \| 78,390 \| Burlafingen[1] (bis 1987) \| Burlafingen[1] (bis 1987) \| \| \| \| Anschluss EvoBus \| \| \| \| \| von Kempten (Allgäu) \| \| \| \| \| Trogbauwerk Neu-Ulm Ost[2] (200 m) \| \| \| \| 83,643 \| Neu-Ulm \| 465 m \| \| \| \| nach Stuttgart \| \| \| \| 83,770 \| Tunnel Neu-Ulm West (254 m) \| Tunnel Neu-Ulm West (254 m) \| \| \| \| \| \| \| \| 85,082 \| Donaubrücke (129 m) Landesgrenze Bayern–Baden-Württemberg \| Donaubrücke (129 m) Landesgrenze Bayern–Baden-Württemberg \| \| \| \| \| \| \| \| \| von Neu-Ulm \| \| \| \| \| von Friedrichshafen \| \| \| \| \| Straßenbahn Ulm (Neue Straße) \| \| \| \| 85,800 \| Ulm Hbf \| 478 m \| \| \| \| nach Sigmaringen \| \| \| \| \| nach Stuttgart (Schnellfahrstrecke) \| \| \| \| \| nach Aalen \| \| \| \| \| nach Stuttgart \| \| \| \| \| \| \| \| Quellen: [3][4][5][6][7] \| \| \| \| | |                                                           |                                                           |
| Verschwenkung nach links · Verschwenkung nach rechts | | von München Hbf                                           | von München Hbf                                           |
| Abzweig geradeaus und von links | | von Buchloe                                               | von Buchloe                                               |
| Bahnhof | 0,000 | Augsburg Hbf                                              | 490 m                                                     |
| Verschwenkung von links · Verschwenkung von rechts | |                                                           |                                                           |
| Kreuzung mit U-Bahn geradeaus oben · Kreuzung mit U-Bahn geradeaus oben | | Straßenbahn Augsburg (Pferseer Straße)                    | Straßenbahn Augsburg (Pferseer Straße)                    |
| Kreuzung Anfang Hochstrecke · Kreuzung Anfang Hochstrecke | | Augsburger Localbahn                                      | Augsburger Localbahn                                      |
| Strecke unter Wasserlauf Ende Hochstrecke · Strecke unter Wasserlauf Ende Hochstrecke | 1,188 | Wertach (72 m)                                            | Wertach (72 m)                                            |
| Verschwenkung nach links · Verschwenkung nach rechts | |                                                           |                                                           |
| Bahnhof | 1,979 | Augsburg-Oberhausen (Bft)                                 | Augsburg-Oberhausen (Bft)                                 |
| Verschwenkung von links · Verschwenkung von rechts | |                                                           |                                                           |
| Kreuzung mit U-Bahn geradeaus oben · Kreuzung mit U-Bahn geradeaus oben | | Straßenbahn Augsburg (Ulmer Straße)                       | Straßenbahn Augsburg (Ulmer Straße)                       |
| Strecke · Abzweig geradeaus und nach links | | zum Gleisbauhof; bis 1933 Hauptstreckentrasse             | zum Gleisbauhof; bis 1933 Hauptstreckentrasse             |
| Kreuzung geradeaus oben · Abzweig geradeaus und nach rechts | | nach Nördlingen                                           | nach Nördlingen                                           |
| Verschwenkung nach links · Verschwenkung nach rechts | |                                                           |                                                           |
| Dienststation / Betriebs- oder Güterbahnhof | 4,438 | Augsburg Hirblinger Straße (Bft)                          | Augsburg Hirblinger Straße (Bft)                          |
| Abzweig geradeaus und ehemals nach rechts | | nach Welden (ab 1933; höhenfrei)                          | nach Welden (ab 1933; höhenfrei)                          |
| Haltepunkt / Haltestelle | 6,320 | Neusäß                                                    | Neusäß                                                    |
| Kreuzung geradeaus oben (Querstrecke außer Betrieb) | | Neusäß–Welden (bis 1933)                                  | Neusäß–Welden (bis 1933)                                  |
| Abzweig geradeaus und von links | | vom Gleisbauhof; bis 1933 Hauptstreckentrasse             | vom Gleisbauhof; bis 1933 Hauptstreckentrasse             |
| Bahnhof | 7,849 | Westheim (Schwab)                                         | Westheim (Schwab)                                         |
| ehemaliger Haltepunkt / Haltestelle | 10,200 | Biburg (bis 1988)                                         | Biburg (bis 1988)                                         |
| Haltepunkt / Haltestelle | 12,313 | Diedorf (Schwab) (ehem. Bf)                               | Diedorf (Schwab) (ehem. Bf)                               |
| Bahnhof | 16,576 | Gessertshausen                                            | 478 m                                                     |
| Abzweig geradeaus und nach links | | nach Türkheim                                             | nach Türkheim                                             |
| Brücke über Wasserlauf | 17,316 | Schmutter (22 m)                                          | Schmutter (22 m)                                          |
| Haltepunkt / Haltestelle | 19,383 | Kutzenhausen                                              | Kutzenhausen                                              |
| ehemaliger Haltepunkt / Haltestelle | 22,730 | Mödishofen                                                | Mödishofen                                                |
| Brücke über Wasserlauf | 26,232 | Zusam (21 m)                                              | Zusam (21 m)                                              |
| Abzweig geradeaus und von links | | von Thannhausen                                           | von Thannhausen                                           |
| Bahnhof | 27,789 | Dinkelscherben                                            | 460 m                                                     |
| ehemaliger Bahnhof | 33,310 | Gabelbach (bis 1970)                                      | Gabelbach (bis 1970)                                      |
| Haltepunkt / Haltestelle | 37,691 | Freihalden                                                | 496 m                                                     |
| Blockstelle | 38,243 | Freihalden Üst                                            | Freihalden Üst                                            |
| Haltepunkt / Haltestelle | 42,375 | Jettingen (ehem. Bf)                                      | 472 m                                                     |
| Brücke | | Bundesautobahn 8                                          | Bundesautobahn 8                                          |
| Bahnhof | 45,672 | Burgau (Schwab)                                           | 457 m                                                     |
| Haltepunkt / Haltestelle | 49,424 | Mindelaltheim                                             | Mindelaltheim                                             |
| Haltepunkt / Haltestelle | 53,161 | Offingen (Hp + Awanst)                                    | Offingen (Hp + Awanst)                                    |
| Abzweig geradeaus und nach rechts | | Anschluss Kernkraftwerk Gundremmingen                     | Anschluss Kernkraftwerk Gundremmingen                     |
| Abzweig geradeaus und von rechts | | von Ingolstadt                                            | von Ingolstadt                                            |
| Dienststation / Betriebs- oder Güterbahnhof | 55,878 | Neuoffingen                                               | 440 m                                                     |
| Bahnhof | 61,420 | Günzburg                                                  | 445 m                                                     |
| Brücke über Wasserlauf | 61,734 | Günz (54 m)                                               | Günz (54 m)                                               |
| Abzweig geradeaus und nach links | | nach Mindelheim                                           | nach Mindelheim                                           |
| Haltepunkt / Haltestelle | 66,514 | Leipheim                                                  | Leipheim                                                  |
| Brücke über Wasserlauf | 69,451 | Biber (15 m)                                              | Biber (15 m)                                              |
| Dienststation / Betriebs- oder Güterbahnhof | 70,955 | Unterfahlheim                                             | Unterfahlheim                                             |
| Brücke über Wasserlauf | 72,211 | Roth (19 m)                                               | Roth (19 m)                                               |
| Bahnhof | 74,173 | Nersingen                                                 | 456 m                                                     |
| Brücke über Wasserlauf | 75,341 | Leibi (13 m)                                              | Leibi (13 m)                                              |
| ehemaliger Haltepunkt / Haltestelle | 78,390 | Burlafingen (bis 1987)                                    | Burlafingen (bis 1987)                                    |
| Abzweig geradeaus und von links | | Anschluss EvoBus                                          | Anschluss EvoBus                                          |
| Abzweig geradeaus und von links | | von Kempten (Allgäu)                                      | von Kempten (Allgäu)                                      |
| Tunnel | | Trogbauwerk Neu-Ulm Ost (200 m)                           | Trogbauwerk Neu-Ulm Ost (200 m)                           |
| Bahnhof | 83,643 | Neu-Ulm                                                   | 465 m                                                     |
| Abzweig geradeaus und nach links | | nach Stuttgart                                            | nach Stuttgart                                            |
| Tunnel | 83,770 | Tunnel Neu-Ulm West (254 m)                               | Tunnel Neu-Ulm West (254 m)                               |
| | |                                                           |                                                           |
| Grenze auf Brücke über Wasserlauf | 85,082 | Donaubrücke (129 m) Landesgrenze Bayern–Baden-Württemberg | Donaubrücke (129 m) Landesgrenze Bayern–Baden-Württemberg |
| | |                                                           |                                                           |
| Abzweig geradeaus und von links | | von Neu-Ulm                                               | von Neu-Ulm                                               |
| Abzweig geradeaus und von links | | von Friedrichshafen                                       | von Friedrichshafen                                       |
| Kreuzung mit U-Bahn geradeaus oben | | Straßenbahn Ulm (Neue Straße)                             | Straßenbahn Ulm (Neue Straße)                             |
| Bahnhof | 85,800 | Ulm Hbf                                                   | 478 m                                                     |
| Abzweig geradeaus und nach links | | nach Sigmaringen                                          | nach Sigmaringen                                          |
| Abzweig geradeaus und nach links | | nach Stuttgart (Schnellfahrstrecke)                       | nach Stuttgart (Schnellfahrstrecke)                       |
| Abzweig geradeaus und nach rechts | | nach Aalen                                                | nach Aalen                                                |
| Strecke | | nach Stuttgart                                            | nach Stuttgart                                            |
| | |                                                           |                                                           |
| Quellen: | |                                                           |                                                           |

Die Bahnstrecke Augsburg–Ulm ist eine elektrifizierte, zweigleisige Hauptbahn in Bayern und Baden-Württemberg, die ursprünglich als Teil der Bayerischen Maximiliansbahn erbaut und betrieben wurde. Sie führt von Augsburg über Günzburg und Neu-Ulm nach Ulm. Die Strecke ist heute Teil der Magistrale für Europa.
Sie ist Teil des Kernnetzes der Transeuropäischen Verkehrsnetze. Im Zuge des Bahnprojekts Ulm–Augsburg wird seit 2019 ein weitgehender Neu- und Ausbau als Ergänzung zu der bestehenden Strecke geplant.

## Geschichte

### Von der Planung bis zur Inbetriebnahme
Im Königreich Bayern wurde in den Anfangsjahren der Eisenbahn zunächst der Bau einer Nord-Süd-Verbindung von Hof nach Lindau (Ludwig-Süd-Nord-Bahn) vorangetrieben. Wenig später erfolgte zudem die Errichtung einer Querverbindung von Bamberg nach Aschaffenburg und weiter nach Hessen (Ludwigs-Westbahn). In dieser Zeit entstand auch der Gedanke, eine weitere Ost-West-Verbindung durch das ganze Königreich mit Anbindung an die Württemberger Eisenbahn zu bauen. Diese Bahnstrecke – sie erhielt später den Namen Bayerische Maximiliansbahn – sollte auch die Anbindung der Bayerischen Pfalz an das Bayerische Königreich verbessern. Auf Württemberger Seite errichtete man zu dieser Zeit bereits die Bahnstrecke von Friedrichshafen nach Ulm. Bayern favorisierte eine Weiterführung der Württemberger Strecke nach Nördlingen mit Anbindung an die bayerische Nord-Süd-Strecke. Die Württemberger bestanden jedoch auf einen direkteren Anschluss an die Ludwig-Süd-Nord-Bahn und setzten sich am Ende durch. Am 25. April 1850 schlossen die beiden Königreiche einen Staatsvertrag zum Bau einer Bahnstrecke zwischen Ulm und Augsburg. Das zugehörige Dotationsgesetz folgte am 4. Mai 1851 und schätzte die Baukosten auf 8 Millionen Gulden.
Bei der Planung der eingleisigen Bahnstrecke wählte man nicht den direkten Weg zwischen den beiden Städten, da dies die Durchfahrung mehrerer Täler bedeutet hätte. Stattdessen wurde die Bahnstrecke von Ulm bis Offingen im flachen Donautal geführt, um dann anschließend nach Südosten in Richtung Augsburg abzuschwenken. Der eigentliche Bau wurde von dem Ingenieur Friedrich August von Pauli geleitet und lief weitgehend problemlos. Bereits am 26. September 1853 konnten die Abschnitte zwischen Augsburg und Dinkelscherben sowie Burgau und Neu-Ulm fertiggestellt werden. In Augsburg waren nur wenige Bauarbeiten notwendig, da der bereits vorhandene Bahnkörper der Bahnstrecke von Augsburg nach Nördlingen bis zum Abzweig bei Oberhausen genutzt werden konnte. Der Bau des Lückenschlusses zwischen Burgau und Dinkelscherben nahm dagegen mehr Zeit in Anspruch, da hier die Wasserscheide zwischen den Flüssen Zusam und Mindel überschritten werden musste. Aufwendig war auch der Bau der Donaubrücke bei Ulm, der von beiden Staaten hälftig ausgeführt wurde.

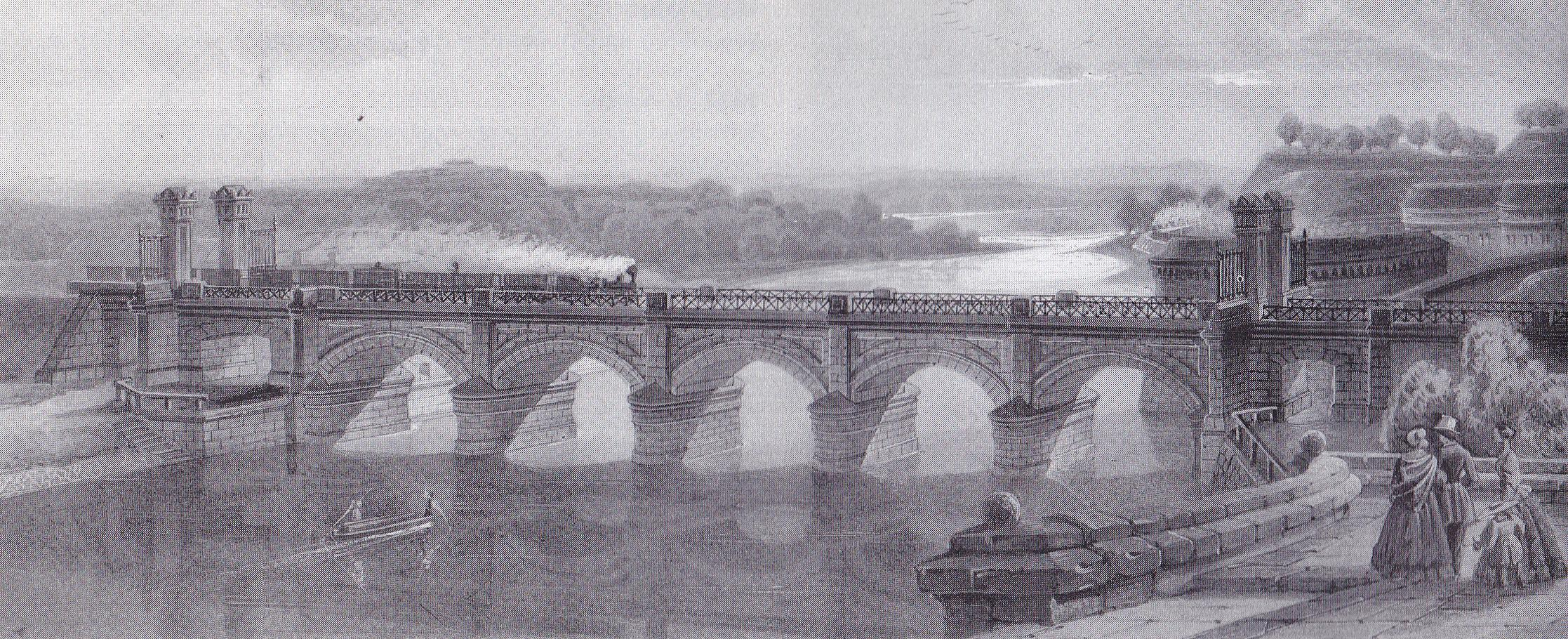
Eisenbahnbrücke über die Donau zwischen Ulm und Neu-Ulm um 1855. Sie war eines der Hauptbauwerke auf der Strecke und wurde von beiden Staaten finanziert.

Am 1. Mai 1854 erfolgte schließlich die Verkehrsfreigabe der Gesamtstrecke. Daraufhin verkehrten täglich 4 Züge zwischen Ulm und Augsburg. In Ulm war eigens ein bayerischer Bahnhof mit Lokschuppen für die Unterstellung der bayerischen Lokomotiven errichtet worden. Später erfolgte die Unterbringungen der Lokomotiven in Neu-Ulm, nachdem der dortige Bahnhof von 1868 bis 1871 umgebaut und erweitert worden war.

### Zweigleisigkeit, Elektrifizierung und Änderung der Streckenführung
Die Zunahme des Zugverkehrs führte dazu, dass die Bahnstrecke 1892 zweigleisig ausgebaut wurde. In den darauffolgenden Jahren entstanden in Schwaben weitere Bahnstrecken, die einen Anschluss an die Hauptbahnstrecke erhielten. Den Anfang machte die Donautalbahn von Neuoffingen nach Ingolstadt. Später kamen noch die Nebenbahnstrecken nach Thannhausen (1894), Welden (1903) und Türkheim (1910) hinzu.

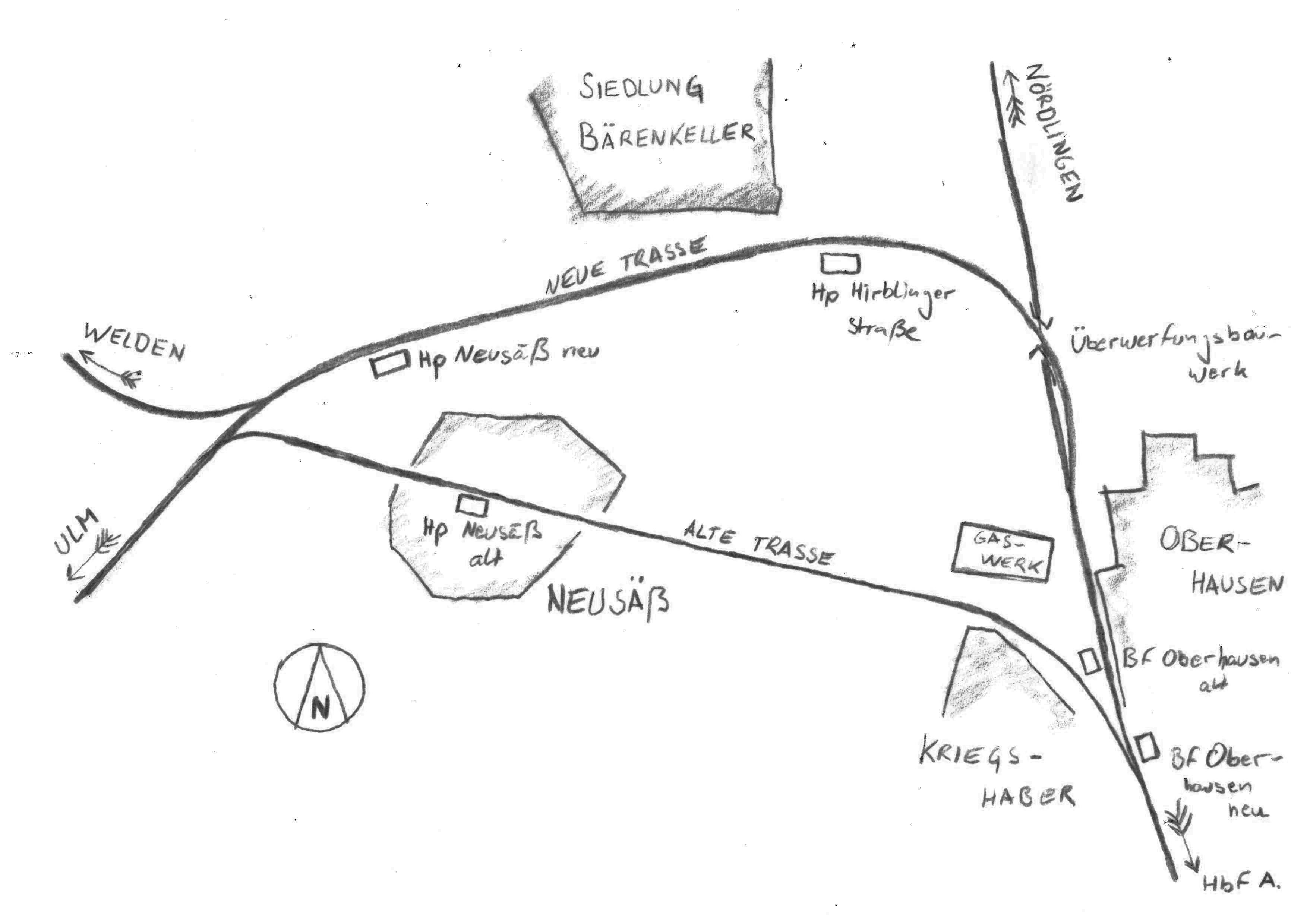
Geänderte Streckenführung bei Oberhausen (Stand um 1940)

Ende der 1920er Jahre begann die Deutsche Reichsbahn-Gesellschaft mit der Elektrifizierung bedeutender Bahnstrecken in Bayern. Auch die Strecke von Augsburg über Ulm nach Stuttgart wurde ab April 1931 mit einem Fahrdraht ausgestattet. Die notwendige Vergrößerung des Lichtraumprofiles führte unter anderem dazu, dass eine Straßenbrücke bei Günzburg neu gebaut werden musste und der Tunnel durch den Ulmer Festungswall abgebrochen wurde. Neben der Elektrifizierung führte man stellenweise auch eine Verbesserung der Linienführung durch. Der größte bauliche Eingriff erfolgte in Augsburg im Bereich des Oberhauser Bahnhofs und in dem von dort nach Westen führenden Streckenteil bis zum Bahnhof Westheim. So arbeiteten ab dem 27. Juli 1931 rund 600 Arbeiter an der Verlegung der Trasse an den nördlichen Ortsrand von Neusäß. Die Strecke verlängerte sich damit um etwa 1,3 km. Zudem wurde das Empfangsgebäude von Oberhausen etwas weiter südlich neu errichtet. An der Stelle, wo die Strecke nach Ulm von der Strecke nach Nördlingen abzweigt, entstand ein groß angelegtes Überwerfungsbauwerk. Die Neutrassierung hatte eine Verschiebung des Abzweiges der Weldenbahn zur Folge. Ab deren Streckenbeginn beim Kilometer 4,633 im Bahnhof Augsburg Hirblingerstraße verlief ihr Gleis nach dem Umbau auf etwa zwei Kilometern zwischen den beiden Richtungsgleisen der Ulmer Strecke, bevor einige hundert Meter nach dem neuen Haltepunkt Neusäß die bestehende Strecke erreicht wurde. Am 29. September 1932 fuhr der erste Zug über die neue Trasse. Die alte Strecke wurde am 20. Dezember 1932 aufgelassen, die Gleise blieben jedoch durchgehend erhalten. Später entstand dort ein Gleisbauhof. Am 15. Mai 1933 begann schließlich der elektrische Zugbetrieb zwischen Augsburg und Stuttgart. Auf dem neu trassierten Streckenabschnitt wurde am 1. Dezember 1940 der Haltepunkt Augsburg Hirblingerstraße eröffnet.

## Streckenverlauf
Die Bahnstrecke verläuft vom Augsburger Hauptbahnhof in nordwestlicher Richtung, überquert anschließend die Wertach und schwenkt bei Augsburg-Oberhausen in einem weiten Bogen über Neusäß in die weite Niederung der Schmutter. Dem Verlauf der Schmutter folgend biegt die Strecke bei Gessertshausen nach Westen in das Zusamtal bei Dinkelscherben ab. Bei Gabelbach verlässt die Bahnlinie das Zusamtal wieder und durchschneidet bei Gabelbachergreut den Höhenzug zum Mindeltal, das über den Graben des Erlenbachs bei Scheppach erreicht wird. Anschließend führt die Strecke geradlinig nordwestwärts entlang des Mindeltals bis Offingen an der Donau. Dort wendet sich die Trasse in einer Linkskurve nach Südwesten ab. Im weiteren Verlauf hält sich die Bahnlinie bis etwa Unterfahlheim streng an das Südufer des Stroms und schwenkt dann ab nach Nersingen und Neu-Ulm. Kurz nach Neu-Ulm dreht die Strecke nach Norden, quert die Donau und erreicht den Ulmer Hauptbahnhof.

## Ausbau

### Hintergrund
Vor Beginn der Ausbaumaßnahmen war die Strecke mit 100 bis 160 km/h befahrbar. Die Strecke ist heute zweigleisig und elektrifiziert. Zwischen Dinkelscherben und Augsburg Hauptbahnhof ist die Strecke in Teilen mit Linienzugbeeinflussung ausgerüstet und für Geschwindigkeiten bis zu 200 km/h zugelassen.
Der Ausbau der Strecke ist Teil des Projekts „Neu- und Ausbaustrecke Stuttgart–Augsburg“. Sie ist Teil der „Magistrale für Europa“, die von Paris über Straßburg, Stuttgart, Ulm nach München und von dort weiter nach Salzburg und Wien führt.
Bereits Mitte der 1960er Jahre war eine rund 37 km lange Neubaustrecke zwischen Unterfahlheim und Dinkelscherben erwogen. Im Ausbauprogramm für das Netz der Deutschen Bundesbahn von 1970 war darüber hinaus als Ergänzungsstrecke Stuttgart–Ulm–Augsburg–München eine 220 km lange Neubaustrecke zwischen Stuttgart und München enthalten, die zwischen Neuoffingen und Augsburg parallel zur Bestandsstrecke Ulm–Augsburg verlaufen wäre. Eine solche Neubaustrecke war auch noch im Bundesverkehrswegeplan 1973 enthalten. Im Bundesverkehrswegeplan 1980 war das Projekt dagegen nicht mehr vorgesehen.
Der Bundesverkehrswegeplan 1985 sah als Verlängerung der geplanten ABS/NBS Plochingen–Günzburg einen Ausbau der Strecke Ulm–Augsburg zwischen Günzburg und Augsburg vor. Nach Abschluss der mit 300 Millionen DM kalkulierten Maßnahmen sollten mehr als 70 Prozent der Streckenlänge mit 200 km/h befahrbar sein. Zwischen Günzburg und Neuoffingen sollte darüber hinaus ein drittes Gleis entstehen.
Im Rahmen der beiden Stuttgart-Ulm-Varianten K und H der Neu- und Ausbaustrecke Stuttgart–Augsburg wurde eine Neubaustrecke zwischen Ulm und Dinkelscherben ebenso vorgeschlagen wie viergleisiger (K) bzw. dreigleisiger (H) Ausbau zwischen Ulm, Günzburg und Dinkelscherben. An diese Neu- und Ausbauvarianten schloss sich in jedem Fall ein drei- bzw. viergleisiger Ausbau bis Augsburg an. In der ersten Hälfte der 1990er Jahre wurde die Planung der NBS/ABS Plochingen–Günzburg zu Gunsten der Schnellfahrstrecke Stuttgart–Wendlingen (als Teil von Stuttgart 21) und der darin anschließenden Schnellfahrstrecke Wendlingen–Ulm fallengelassen. Nach dem Planungsstand von 1993 war sowohl im Rahmen der Variante K als auch im Rahmen der Variante H vorgesehen, den Albabstiegstunnel unterirdisch durch den Ulmer Hauptbahnhof und unter der Donau hinweg zu führen. Der Tunnel sollte bei Pfuhl in die Strecke Richtung Augsburg einmünden.
Die Deutsche Bundesbahn strebte nach eigenen Angaben von September 1993 einen viergleisigen Ausbau der Strecke an. Neben punktuellen Linienverbesserungen waren dabei kurze Neubauabschnitte bei Offingen und Jettingen vorgesehen. Als Alternative wurde ein mit der Autobahn gebündelter Neubauabschnitt bis Burgau diskutiert. Die weiterzuverfolgende Lösung und das weitere Vorgehen sollten zwischen Bahn und Bayerischer Staatsregierung abgestimmt werden. Nach Fertigstellung sollte die Reisezeit im Fernverkehr von damals 38 auf 27 Minuten sinken.

### Planung
Das Ausbauprojekt wurde in den vordringlichen Bedarf des Bundesverkehrswegeplans 1985 aufgenommen; auch im Verkehrswegeplan 1992 war sie in diese Kategorie eingestuft. Im Rahmen des Ausbaus sollte zwischen Dinkelscherben und Augsburg eine durchgehende Streckenhöchstgeschwindigkeit von 200 km/h hergestellt und die Streckenkapazität durchgehend erhöht werden. Zwischen Dinkelscherben und Ulm hing die Planung von einer noch zu treffenden Variantenentscheidung ab (Stand: 1993).
Etwa zeitgleich mit der Aufnahme des Vorhabens in den Bundesverkehrswegeplan 1985 wurde der Auftrag für die Vorplanung zwischen Günzburg und Augsburg erteilt. Um eine möglichst zügige Realisierung zu ermöglichen, konzentrierte sich die Planung zunächst auf Abschnitte, in denen keine großen Widerstände zu erwarten waren. Auf ein Raumordnungsverfahren für die Gesamtstrecke konnte verzichtet werden. Im Abschnitt Dinkelscherben–Ulm wurden zwischen 1986 und 1989 die Planfeststellungsverfahren durchgeführt.
Zu den wichtigsten Maßnahmen zählten Linienverbesserungen in bis dahin zu engen Bögen, der Neubau niveaufreier Bahnsteigzugänge, die Beseitigung von Bahnübergängen, der Bau von Überholgleisen sowie die Modernisierung von signal- und fernmeldetechnischen Anlagen. Das gesamte geplante Investitionsvolumen zwischen Günzburg und Augsburg betrug (Stand: 1988) 300 Millionen DM. Die Modernisierung des Abschnitts Günzburg–Augsburg für eine Streckengeschwindigkeit von bis zu 200 km/h sollte bis 1995/96 abgeschlossen werden.
Das Ausbauprojekt war als Teil der NBS/ABS Stuttgart–Ulm–Augsburg auch im Bundesverkehrswegeplan 1992 enthalten.

### Bau
Anfang Mai 1987 wurden erste Maßnahmen im Abschnitt Günzburg–Ulm freigegeben. Mit Linienverbesserungen bei Kutzenhausen wurden am 2. Juni 1987 die Baumaßnahmen eingeleitet.
Nach elfmonatiger Bauzeit wurde diese Linienverbesserung als erste Ausbaumaßnahme abgeschlossen. Zwei weitere Maßnahmen wurden 1989 abgeschlossen. Im gleichen Jahr begannen in Gessertshausen und Dinkelscherben die Ausbauarbeiten. Dabei wurde auch die Oberleitung für eine Geschwindigkeit von 250 km/h ertüchtigt. 1989 wurde die zweite Baumaßnahme – ein schienenfreier Bahnsteigzugang in Diedorf – abgeschlossen. In Gessertshausen und Dinkelscherben begannen weitere Baumaßnahmen. 1990 begann, neben weiteren Arbeiten, der Einbau der Linienzugbeeinflussung. 1992 wurde der Abschnitt Augsburg–Dinkelscherben mit bis zu 200 km/h in Betrieb genommen. Bis Herbst 1992 waren insgesamt 200 Millionen D-Mark investiert worden.
Im Rahmen des Ausbaus wurden höhengleiche Bahnübergänge beseitigt, die Oberleitung angepasst und die Signaltechnik erneuert. In Diedorf wurde ein Mittel- durch zwei Außenbahnsteige ersetzt. Im Bahnhof Dinkelscherben wurden niveaugleiche Bahnsteigzugänge durch eine Unterführung mit neu errichteten Bahnsteigen ersetzt; zusätzlich wurde die Einrichtung von Überholgleisen vorbereitet. In Gessertshausen musste eine Kurve aufgeweitet werden. Die Gleisanlagen wurden dazu um bis zu 160 m nach Norden verschoben und der Bahnhof Gessertshausen komplett neu errichtet. Ein neu errichtetes elektronisches Stellwerk steuert den Bahnbetrieb zwischen Dinkelscherben und Westheim.
Um 2010 liefen Umbauarbeiten zwischen Dinkelscherben und Burgau zur Umstellung der Bahnhöfe Dinkelscherben, Jettingen und Burgau von Spurplanstellwerken auf Elektronische Stellwerke (ESTW), die anschließend auf das ESTW Gessertshausen aufgeschaltet werden. In Freihalden wird eine Überleitstelle gebaut und die Blockabstände werden angepasst.
Der vor dem Zweiten Weltkrieg errichtete Haltepunkt Biburg wurde 1988 stillgelegt. Der Abriss der Bahnsteige und der Fahrgastunterstände erfolgte im Sommer 2016 im Zuge der Gleissanierung zwischen Westheim und Freihalden.

### Weiterer Ausbau
Im Frühjahr 2000 boten die Länder Bayern und Baden-Württemberg dem Bund an, den ab 2011 geplanten weiteren Ausbau der Strecke durch eine Kostenübernahme einer vorgezogenen Kreditfinanzierung zu beschleunigen. Nach einer Konsolidierung der Schienenwegeinvestitionsprojekte infolge zurückgegangener Bundesmittel war das Projekt 2004 nicht in der mittelfristigen Investitionsplanung (für den Zeitraum bis 2009) enthalten. Laut Medienberichten von Anfang 2005 hat das Bundesverkehrsministerium Gespräche über die angebotene Vorfinanzierung verweigert. Das Land zog später sein Angebot zurück.
Die Bundesregierung ordnet den weiteren Ausbau zeitlich nach Eröffnung der Neubaustrecke zwischen Ulm und Stuttgart an (Stand: 2009). Für den Abschnitt zwischen Ulm und Dinkelscherben steht die Entwurfsplanung noch aus (Stand: 2013). Ein Zeithorizont für den Ausbau ist derzeit (Stand: Januar 2011) nicht absehbar. Die Kosten des Ausbaus für eine Entwurfsgeschwindigkeit von bis zu 200 km/h wurden 2011 und 2012 mit 251 Millionen Euro beziffert.
Die Deutsche Bahn (DB) beabsichtigte nach eigenen Angaben von 2014, bis 2030 die Strecke zwischen Neu-Ulm und Augsburg auszubauen. Sie prüfte eine etwa 40 Kilometer lange Neubaustrecke zwischen Augsburg und Burgau bei Günzburg. Die Strecke würde sich nördlich von Burgau in südöstlicher Richtung von der Bestandsstrecke lösen und nördlich entlang der Bundesautobahn 8 bis nördlich von Neusäß verlaufen, um dort in südlicher Richtung auf die aus Donauwörth kommende Bestandsstrecke einzufädeln.
Die DB meldete ein drittes Gleis westlich von Augsburg sowie eine Neubaustrecke zwischen Burgau und Augsburg (Variante Burgau) für den Bundesverkehrswegeplan 2030 an. Die Entscheidung, welche der beiden Varianten realisiert werden soll, liege beim Bund. Laut Presseberichten sei die Neubaustrecke nicht Wunsch des Unternehmens.
Bundesverkehrsminister Alexander Dobrindt sagte der Bayerischen Staatsregierung in einem Brief im Sommer 2015 zu, die Ausbauplanung ab 2017 voranzutreiben, damit ab frühestens 2022 – nach Fertigstellung des Bahnprojekts Stuttgart–Ulm – mit dem weiteren Ausbau begonnen werden könne.
Mit der Veröffentlichung des Bundesverkehrswegeplans 2030 im März 2016 wurde bekannt, dass der weitere Ausbau der Strecke in drei Varianten geprüft wurde, wovon eine für den vordringlichen Bedarf ausgewählt wurde. Die Lärm- und Umweltbewertung steht dabei noch aus. Die ausgewählte Variante umfasst den dreigleisigen Ausbau der Bestandsstrecke zwischen Augsburg und Dinkelscherben sowie zwischen Unterfahlheim und Neu-Ulm für eine jeweilige Höchstgeschwindigkeit von 200 km/h. Zudem ist eine zweigleisige Neubaustrecke im Korridor zwischen Dinkelscherben und Unterfahlheim mit einer Höchstgeschwindigkeit von 250 km/h vorgesehen. Diese Variante bekam aufgrund geringerer Gesamtkosten den Vorzug gegenüber einer Neubaustrecke über die gesamte Länge zwischen Unterfahlheim und Augsburg. 2016 wurden Überlegungen für eine Neubaustrecke zwischen Unterfahlheim und Ulm verworfen. Stattdessen rückte ein Ausbau der Bestandsstrecke zwischen Neu-Ulm und Dinkelscherben, über Günzburg, in den Fokus. Ein drittes Gleis zwischen Dinkelscherben und Augsburg war weiterhin vorgesehen.
Im Januar 2018 gab der Bund Planungsmittel frei, das Vorhaben wurde dabei auf rund 1,9 Milliarden Euro geschätzt. Der Nutzen-Kosten-Faktor wird mit 2,1 angegeben. Das Bahnprojekt Ulm–Augsburg wurde im Februar 2019 gestartet.
Als ein Hintergrund für den Ausbau gilt das Projekt Stuttgart 21, nach dessen Fertigstellung drei bis vier (anstatt der jetzigen zwei) Fernzüge pro Stunde und Richtung zwischen Stuttgart und Augsburg über Ulm verkehren sollen. Die Deutsche Bahn plant für das Jahr 2030, zwei ICE-Züge pro Stunde und Richtung auf der Strecke zu fahren.
Es ist vorgesehen, den Abschnitt Augsburg–Dinkelscherben in den geplanten Regio-Schienen-Takt Augsburg zu integrieren sowie den Abschnitt Ulm–Jettingen in die geplante Regio-S-Bahn Donau-Iller.
Für die Errichtung eines ESTW im Bahnhof Günzburg wurde im April 2018 die Planfeststellung beantragt. Der Überwachungsbereich des Stellwerks, das aus der Betriebszentrale Karlsruhe bedient werden soll, reicht von Neuoffingen (km 54,7) bis Unterfahlheim (km 69,8).
Der Netzbezirk Augsburg, zu dem ein Teil der Strecke gehört, soll im Zuge des „Starterpakets“ der Digitalen Schiene Deutschland, im Kontext des TEN-Kernnetzkorridors Skandinavien–Mittelmeer, bis 2030 mit Digitalen Stellwerken und ETCS ausgerüstet werden. Bereits ab 2027 soll ETCS auf dem Streckenabschnitt zwischen Nersingen und Ulm in Betrieb genommen werden.
Im dritten Gutachterentwurf des Deutschlandtakts soll der höhengleiche Bahnsteigzugang in Nersingen bis 2026 beseitigt werden. Dafür sind, zum Preisstand von 2015, Investitionen von drei Millionen Euro vorgesehen.

### Generalsanierung
Im Jahr 2030 ist eine umfassende Generalsanierung der Bahnstrecke Augsburg–Ulm geplant, analog zur Sanierung der Riedbahn im Jahr 2024. Grundlage hierfür ist ein im Jahr 2023 gefasster Beschluss zwischen der Bundesregierung und der Deutschen Bahn zur Sanierung stark ausgelasteter Streckenabschnitte.
Ziel der Maßnahme ist ein pünktlicherer und zuverlässigerer Betrieb auf dem rund 86 Kilometer langen Abschnitt. Die geplante Bauzeit beträgt etwa fünf Monate. Während dieses Zeitraums soll die Strecke vollständig gesperrt werden. Im Rahmen der Sanierung sollen die Oberleitung, Stellwerke, Gleise und Weichen erneuert werden. Zusätzlich ist eine Modernisierung der Bahnhöfe sowie eine Verbesserung des Schallschutzes entlang der Strecke vorgesehen. Auch die Einführung des digitalen Zugbetriebs ist Teil des geplanten Vorhabens.
Die Finanzierung der Maßnahme war nach Angaben aus dem Frühjahr 2025 noch nicht abschließend gesichert, da das Projekt mit weiteren geplanten Generalsanierungen im Netz konkurriert. Vorgesehen ist, sämtliche Generalsanierungen auf Hochleistungskorridoren aus dem Anfang 2025 durch CDU/CSU und SPD beschlossenen Sondervermögen Infrastruktur und Klimaneutralität zu finanzieren.

## Betrieb
Im Fernverkehr verkehren stündlich je Richtung ein bis zwei Intercity-Express- und InterCity-Züge auf Linien von München über Augsburg und Ulm nach Stuttgart und von dort zu verschiedenen weiteren Zielen.
Im Stundentakt bedienen Regional-Express-Züge (teilweise auch Regionalbahnen) die Strecke zwischen Ulm und Augsburg. Diese Züge werden in Augsburg Hbf mit einem anderen Zug aus Donauwörth gekuppelt und verkehren anschließend weiter nach München. Bis zum Fahrplanwechsel im Dezember 2008 wurden ausnahmslos Lokomotiven der DB-Baureihe 110 in „Kastenform“ oder mit der „Bügelfalte“ eingesetzt. Seit Dezember 2008 setzt die Deutsche Bahn ausschließlich Züge vom Typ Alstom Coradia Continental ein. Die LIREX-Züge (Baureihe 440) verkehren als Fugger-Express zwischen Ulm/Donauwörth, Augsburg und München.
Die Stationen von Ulm bis Nersingen gehören zum Donau-Iller-Nahverkehrsverbund (DING), von Dinkelscherben bis Augsburg zum Augsburger Verkehrsverbund (AVV).
Der Verkehrsvertrag für den Regionalverkehr der Strecke läuft 2019 aus und soll nunmehr bis 2021 verlängert werden, um ein neues Fernverkehrskonzept der Deutschen Bahn abzuwarten. Ab 2021 soll ein neuer Verkehrsvertrag in drei Stufen eingeführt werden: Zwischen Ulm und Augsburg sind zunächst geringfügige Angebotsänderungen vorgesehen. Nach Inbetriebnahme von Stuttgart 21 und der Schnellfahrstrecke Wendlingen–Ulm ist, im Rahmen einer zweiten Betriebsstufe, ein Ausbau des Fernverkehrs zwischen Stuttgart und Ulm vorgesehen. Im Regionalverkehr zwischen Ulm und Augsburg wird es damit voraussichtlich vermehrt zu Überholungen und Reisezeitverlängerungen kommen, bis die Strecke ebenfalls ausgebaut ist. Eine dritte Betriebsstufe soll mit der Inbetriebnahme der Zweiten Stammstrecke München, ab voraussichtlich Ende 2026, gefahren werden. Ein ganztägiger 30-Minuten-Takt an Samstagen zwischen Augsburg und Dinkelscherben ist als Option vorgesehen.
Ab dem Fahrplanwechsel im Dezember 2020 soll der Halt Mindelaltheim, der als einziger Halt des Fugger-Express nur zweistündlich bedient wurde, stündlich bedient werden.
2024 fährt Go Ahead Bayern den RE9 nach Ulm und die RB86 von Augsburg bis Dinkelscherben. Die RB83 Augsburg - Gessertshausen wird von der Bayerischen Regiobahn betrieben. Zwischen Ulm und Günzburg fährt die RB15 von agilis.